# 里奥科
里奥科（法語：Riocaud，法語發音：[ʁjɔko]）是法国吉伦特省的一个市镇，属于利布尔讷区。

## 地理
里奥科（44°45'51"N, 0°12'28"E）面积10.4 平方千米，位于法国新阿基坦大区吉倫特省，该省份为法国西南部沿海省份，是法國本土面积最大的省，北起滨海夏朗德省，西临大西洋，南至朗德省，东南接洛特-加龍省，东临多爾多涅省。
与里奥科接壤的市镇（或旧市镇、城区）包括：莱莱沃和图梅拉格、马尔格龙、圣塞尔南、萨维尼亚克-德迪拉斯、迪拉斯新城。

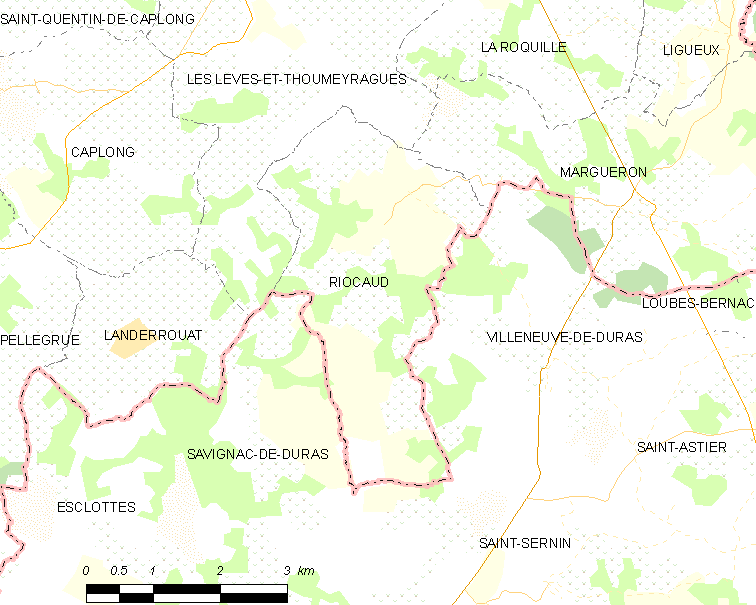
里奥科的OSM定位图

里奥科的时区为UTC+01:00、UTC+02:00（夏令时）。

## 行政
里奥科的邮政编码为33220，INSEE市镇编码为33354。

## 政治
里奥科所属的省级选区为勒雷奥莱-莱巴斯蒂德县。

## 人口

1962-2008年间里奥科人口变化图示

里奥科于2022年1月1日时的人口数量为195人。